# Mi adorable maldición
Mi adorable maldición é uma telenovela mexicana produzida por Ignacio Sada Madero para Televisa. Foi exibida pelo Las Estrellas de 23 de janeiro de 2017 e 9 de julho de 2017, substituindo Despertar contigo e sendo substituída por El vuelo de la victoria. 
A trama é um remake das novelas colombianas Lola calamidades e Bella calamidades, produzidas em 1987 e  2010, respectivamente. 
É protagonizada por Renata Notni e Pablo Lyle e antagonizada por Laura Carmine, Cecilia Gabriela, Socorro Bonilla, Paty Díaz e Roberto Blandón e atuações estrelares dos primeiros atores Socorro Bonilla e Ernesto Gómez Cruz.

## Sinopse
O povoado de El Salado é como um portal para o passado; nele as tradições, as crenças e os costumes de antigamente se mantém vivos. E mesmo que isso seja algo extraordinário, nem tudo é perfeito, pois seus moradores ainda acreditam no sobrenatural, em bruxarias e maldições.
Quando a mãe da pequena Aurora morre ao dar a luz, Macrina (Socorro Bonilla), a parteira imediatamente espalha a noticia de que a menina é a culpada porque nasceu com um sinal na pele que parece una caveira e isso mostra claramente de que se trata de uma criança amaldiçoada. Então a bebê fica marcada por toda a vida como portadora de uma 'maldição’, ante a presença da criança inocente, os vizinhos reagem como se estivesse em sua frente um demônio.
Aurora fica sob os cuidados amorosos de Anselmo (Ignacio Guadalupe), seu pai, que decide manter sua filha completamente isolada das pessoas, com a única intenção de protege-la do absurdo mito que se gerou por causa do sinal na pele de sua filha.
A magia do amor chega à vida de Aurora apesar de sua curta idade, porque Rodrigo, filho de sua madrinha Elsa (Maya Mishalska), a conhece acidentalmente e fica unido a ela para sempre. Com o passar do tempo, surge um carinho incondicional entre os dois. Mas sua vida muda repentinamente quando seu pai adoece e em leito de morte pede à sua filha que recorra à sua tia Brígida (Paty Díaz) que mora na Cidade do México. Após a morte de Anselmo, Aurora fica desprotegida e sofre um atentado de Severo Trujillo (Roberto Blandón), um homem rancoroso e malvado com uma aparência assustadora que culpa Aurora por ter matado a mãe Carmen (Renata Notni), já que ele era apaixonado por ela. Severo tenta leva-la mas Aurora consegue escapar e imediatamente vai rumo á capital, se perdendo de Rodrigo que havia viajado para estudar fora do país.
Anos depois, Aurora (Renata Notni) já é uma linda mulher e vive com sua tia Brigida. Ela é uma mulher amarga e que trata a sobrinha como sua empregada mas apesar de tudo, Aurora sente um grande carinho por ela. Rodrigo (Pablo Lyle) também mora na Cidade do México e está a ponto de terminar sua carreira de veterinário, lembra de Aurora com muito carinho e não perde as esperanças de reencontrar sua melhor amiga de infância. 
Os dois se reencontram por acidente e percebem que sempre estiveram apaixonados um pelo outro. Mas outra tragédia acontece na vida de Aurora e os dois voltam a se separar. Sua tia Brigída sofreu um acidente, e Aurora acreditando ser culpada pela morte da tia, volta para o povoado El salado para se esconder da justiça. Assim ela se convence de que sim atrai desgraças e vive escondida em um cemitério, perto do túmulo de seu pai. Quando o velho Severo descobre, a rouba e a tranca em sua casa, o que faz com que Rodrigo vá ao seu resgate. 
Aurora passa a viver na fazenda "Los avedules" com sua madrinha Elsa e Rodrigo. Mas Mónica (Laura Carmine), a nova inquilina da fazenda dele, quer conquista-lo custe o que custar, por isso se faz passar por melhor amiga de Aurora enquanto cria intrigas para que ela seja expulsa e perca o carinho da madrinha. Mas os dois sempre souberam que foram feitos um para o outro e lutarão pelo seu amor
Aurora deverá demonstrar a todos, inclusive a si mesma, que não nasceu com nenhuma maldição, é sim que é uma mulher suficientemente forte para enfrentar as dificuldades, as superstições, e capaz de desfrutar o amor ao lado do homem que ama.

## Elenco
| Ator/Atriz         | Personagem                        |
| ------------------ | --------------------------------- |
| Renata Notni       | Aurora Sánchez Ruíz               |
| Renata Notni       | Carmen Ruiz de Sánchez            |
| Pablo Lyle         | Rodrigo Villavicencio Solana      |
| Laura Carmine      | Mónica "Monique" Solana Pineda    |
| Roberto Blandón    | Severo Trujillo                   |
| Maya Mishalska     | Elsa Solana Vda. de Villavicencio |
| Patrícia Navidad   | Apolonia Ortega Vda. de Galicia   |
| Cecilia Gabriela   | Corina "Corine" Pineda            |
| José Carlos Ruiz   | Ponciano Juárez                   |
| Ernesto Gómez Cruz | Padre Basilio                     |
| Socorro Bonilla    | Macrina Romero                    |
| Alejandro Ávila    | Camilo Espinoza                   |
| Juan Ángel Esparza | Jerónimo Ríos                     |
| Alejandro Ruiz     | Comandante Onésimo Quiñonez       |
| Paty Díaz          | Brígida Sánchez                   |
| Ignacio Guadalupe  | Anselmo Sánchez                   |
| Arturo Vásquez     | Dionisio Ávila                    |
| Erik Díaz          | Rafael "Rafa" Galicia Ortega      |
| Aldo Guerra        | Luís Delgado                      |
| Catalina López     | Xóchitl Romero                    |
| Gema Garoa         | Pilar Alarcón                     |
| Eva Cedeño         | Inés Bustos                       |
| Ilse Ikeda         | Bonifacia "Boni" Mujica           |
| Ricardo Zertuche   | Tobías Ávila Juárez               |
| Santiago Hernández | Gonzalo "Chalo" Galicia Ortega    |
| Virgínia Marín     | Gloria Juárez de Ávila            |
| Fabiola Andere     | Epifania "Epi" Reyes              |
| Eleane Puell       | Daniela Palacios                  |
| Carlos Athié       | Ernesto Verdoso                   |
| Agustín Arana      | Armando Cisneros                  |

## Audiência
Em sua primeira semana marcou 12 pontos, índice considerado baixo. No entanto ao longo de seus capítulos, os índices foram subindo. Terminou com média geral de 14.4, elevando o horário que estava em baixa com sua antecessora.

## Prêmios e Indicações

### Kids Choice Awards México
| Ano  | Categoria      | Nomeado      | Resultado |
| ---- | -------------- | ------------ | --------- |
| 2017 | Atriz favorita | Renata Notni | Indicado  |
| 2017 | Ator favorito  | Pablo Lyle   | Indicado  |

### Premios TVyNovelas 2018
| Categoria            | Nomeados         | Resultado |
| -------------------- | ---------------- | --------- |
| Melhor primeiro ator | José Carlos Ruiz | Indicado  |